# Skot ze Chatou
Skot ze Chatou (ve francouzském originále L'Écossais de Chatou) je opereta („opérette-bouffe“) o jednom dějství francouzského skladatele Léa Delibese na libreto Adolpha Jaima a Philippa Gilla. Měla premiéru 16. ledna 1869 v pařížském divadle Théâtre des Bouffes-Parisiens.

## Vznik a historie díla
Divadlo Bouffes-Parisiens po určité repertoárové a finanční krizi za vedení Françoise Varcolliera a Delphine Ugaldové začalo znovu prosperovat za ředitelství Charlese Comta, zetě zakladatele divadla Jacquese Offenbacha, od roku 1868. V té době mimo jiné úspěšně uvedlo starší operetu Léa Delibese Dvě staré ošetřovatelky a objednalo od něj operetu novou. Libreto k ní napsali častý spolupracovník divadla, libretista Adolphe Jaime (zvaný též „Jaime mladší“, vl. jm. Louis-Adolphe Gem, 1825–1901), jenž s Delibesem pracoval již na Šesti slečnách na vdávání a Advokátu Griffardovi, a Philippe-Émile-François Gille (1831–1901), Delibesův věrný spolupracovník od poloviny 60. let 19. století až do skladatelovy smrti.
Námětem je určitá parodie jedné z dobově nejpopulárnějších francouzských oper, Bílé paní Françoise-Adriena Boieldieua. Ta měla premiéru v roce 1825 a v roce 1862 dosáhla – jako první s velkým odstupem – tisíce představení v Théâtre impérial de l'Opéra-Comique; stala se skutečným kulturním fenoménem a její melodie i děj byly současníkům všeobecně známé. Hlavní hrdina operety se holedbá tím, že Bílou paní viděl v Opéra-Comique šestsetšestašedesátkrát, a buduje si na svém venkovském sídle imitaci prostředí z této opery (kterým je Skotsko 1. poloviny 19. století). Další postavy ze Skota ze Chatou pak hrají na několika úrovních postavy z Bílé dámy. Důmyslná zápletka nabízí několik rovin prolínání se reálného světa s fiktivním operním světem a navíc poskytuje skladateli příležitost hry s citáty a parafrázemi důvěrně známé Boieldieuovy předlohy i využívání „skotských“ rytmů (šotyš). Zejména v první polovině přitom hudba spíše směřuje k vážnějšímu žánru opéry comique (i když tercet č. 3 je přímo dobromyslnou parodií tohoto žánru), teprve v posledních číslech, jak se děj zrychluje, vítězí hudební bufonérie a karikatura v offenbachovském stylu (např. č. 6, scéna u večeře, připomíná obdobnou scénu z 2. dějství Pařížského života). Muzikolog Jean-Claude Yon označuje Skota ze Chatou za „zábavný vaudeville, zcela v tradicích Bouffes-Parisiens“; moderní Delibesův životopisec Jean-Philippe Biojout v něm vidí krok na skladatelově cestě od operety k opeře, konkrétně žánru opéra comique.

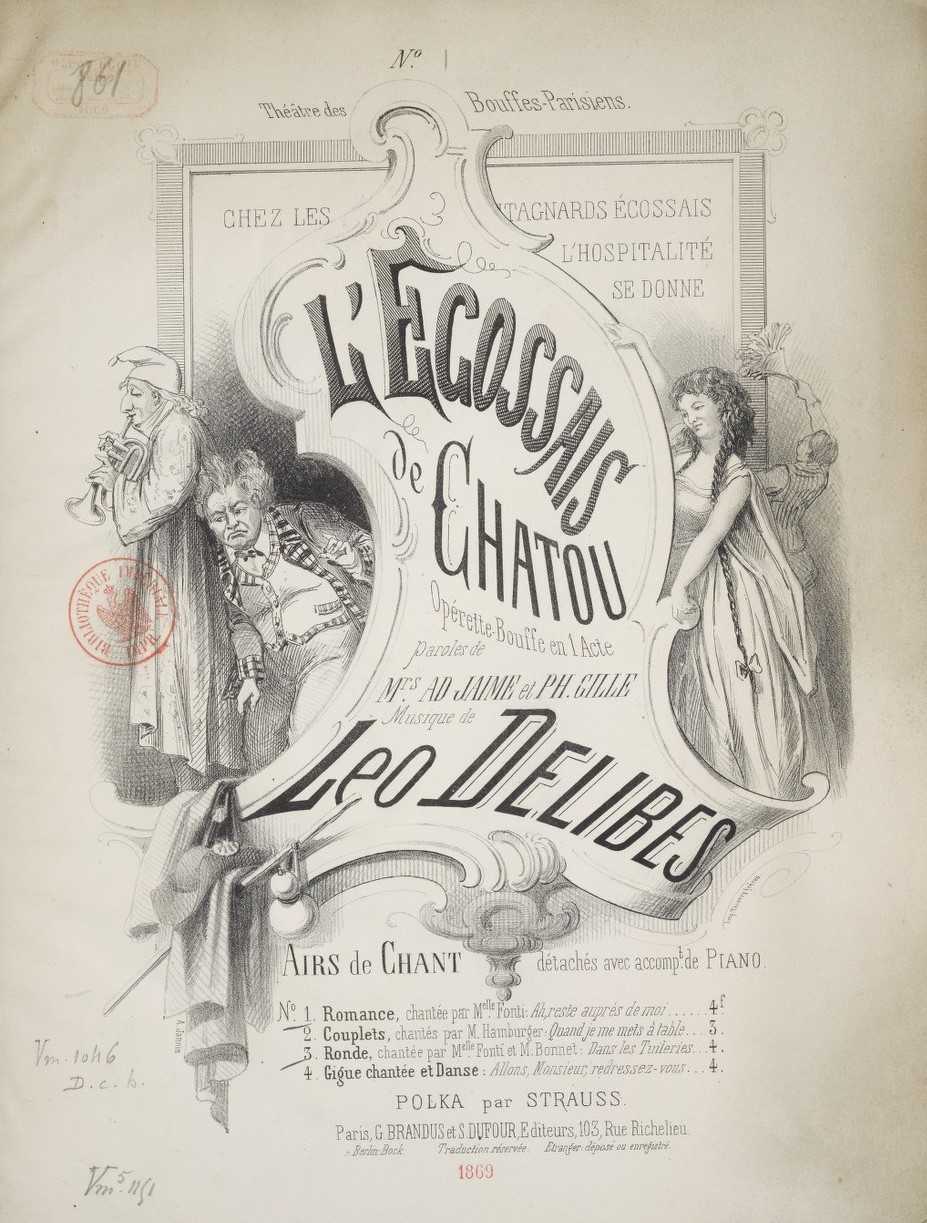
Skot ze Chatou, titulní strana výběru melodií s rytinou A. Jannina

Premiéra Skota ze Chatou 16. ledna 1869 se konala současně s premiérou jedoaktové operety Charlese Lecocqa Gandolfo a závěr večera představovala premiéra opéry comique Henriho-Hippolyta Potiera Madeleine. Lecocq nedlouho předtím zažil první velký úspěch s operetou Čajové kvítko (11. dubna 1868 v Théâtre de l'Athénée), avšak Gandolfo se přes relativní chválu partitury ze strany kritiky líbil zřetelně méně; Potierova drobnost nevzbudila zájem recenzentů ani publika. Naproti tomu Delibesův Skot ze Chatou byl kritikou i obecenstvem přijat velmi příznivě co do libreta a hudby; muzikolog J.-C. Yon mluví o triumfu. Tisk komentoval, že i po nějaké době tato opereta plní divadlo a řadu čísel musí účinkující opakovat.
Nadšeně referoval například kritik Benoît Jouvin (Benedict) v Le Figaro: „Pokud sníte o výstředním bláznovství, při kterém se smějete z plna hrdla a z plna břicha, vzbuďte se: sen předčí skutečnost ve Skotovi ze Chatou. […] Hudba pana Léa Delibese, napsaná na toto ohromující plátno, je velmi živá a důvtipná. […] Velmi upřímný úspěch přivítal Skota ze Chatou, libreto i partituru.“ I J.-C. de Saint-Amé v La Fantaisie parisienne přiřknul Delibesově hudbě současně „ušlechtilost“ i „výtečný buffózní střih“ a pro P. Loutrela v L'Indépendance dramatique to byla „velmi lehká a důvtipná … okouzlující partitura“. Spisovatel Théophile Gautier v Journal officiel de l'Empire français chválil především libreto jako „bláznovství k popukání“ a „dosti originální“, o Delibesově hudbě napsal jen, že „vesele doprovází tyto zábavné výstřednosti“ (příznivěji komentoval Lecocqa). Hudební kritik Albert de Lasalle viděl v libretu „onen stupeň fantastičnosti, který je uprostřed mezi zuřivým šílenstvím a francouzskou veselostí“, a na Delibesovi zejména ocenil, že „se šťastně inspiroval všemi těmito nelogičnostmi, které převedl do svého hudebního jazyka“. Gustave Bertrand v hudebním týdeníku Le Ménéstrel o Delibesovi psal: „Tento mladý skladatel, který umí psát velmi pevným a bohatým stylem ve vážném žánru, si zachoval i lehké a živé pero operetisty: to je ze školy Adolpha Adama, jemně okořeněné Offenbachem.“ Libretem i hudbou byl nadšen i recenzent Revie et Gazette musicale de Paris: „Na toto plátno, jemuž nechybí původnost, vyšil pan Léo Delibes jednu z nejkouzelnějších hudebních fantazií, jaké zplodila jeho plodná fantazie. Je to pikantní, veselé, elegantní; motivy polek, čtverylek, valčíků tu prýští jako z pramene a tato zjevná lehkost nebrání skladateli v tom, aby tam, kde je to nutné, neprokázal nepopíratelné hluboké znalosti.“ Z nedlouhé partitury byla chválena téměř všechna čísla, největší úspěch u obecenstva mělo bouřlivé závěrečné rondo, tanec ironicky nazvaný „walter-scottyš“.
I reportér Berliner Musikzeitung hlásil, že Delibesova hudba „svěžestí a živostí konkuruje Offenbachovi“. Naopak dopisovatel vídeňské revue Blätter für Musik, Theater und Kunst ve své zprávě o Gandolfovi a Skotovi ze Chatou byl v menšině svým názorem, že „celkově je z obou skladatelů tím talentovanějším Lecocq“.
Přísně Skota ze Chatou – jako reprezentanta celého žánru – soudil Clémentův a Laroussův Operní slovník. Podle něj je sice hudba Delibesova hudba „živá, nápaditá, občas trochu hlučná, vždy skáče a tančí“, avšak: „… Pokud jde o poslední scénu, podobá se posledním scénách všech operet dávaných ve Francii od Orfea v podsvětí, v níž herci v jakési ošklivé, ba šílené sarabandě způsobují, že hudební umění ztrácí veškerou důstojnost, veškerou eleganci a veškerou slušnost. Obecenstvu se ovšem nemohly nelíbit tyto fraškovité exhibice a ředitelé spoléhali na tento guláš, aby pozvedli úspěch svých nejhorších kusů. Kdy pochopí, že v otázkách umění, jakož i ve všech jiných, publikum vedlejších divadel je a vždy bude věčným dítětem, jehož vkus a chuti je třeba vést a regulovat, místo aby jim přisluhovali a následovali toto obecenstvo až do krajností, kam ho táhnou jeho přirozeně hrubé pudy?“
Opereta dosáhla v Bouffes-Parisiens 55 představení, což bylo uspokojivé číslo zvláště v roce, který přinesl řadu úspěšných děl francouzské operety. Později ji hrála i jiná pařížská divadla (např. divadlo Tivoli roku 1873, divadlo Le Nouveau Lyrique roku 1879). Vedle toho ji uváděla až do konce století další francouzskojazyčná divadla na francouzském venkově (1876 Rouen, 1885 Vichy…) i za hranicemi. Ještě v roce 1891 tisk komentoval, že bruselské divadlo Alcazar mj. s Delibesovými operetami Opeřený had, Skot ze Chatou a Omeleta à la Follembuche „dobře vydělává“. Delibes navíc nedlouho po premiéře Skota ze Chatou, totiž v dubnu roku 1869, dosáhl výrazného úspěchu se svou první celovečerní opérou bouffe Dvůr krále Pétauda v Théâtre des Variétés.
Vídeňská premiéra Skota ze Chatou pod názvem Der Schotte se konala se značným odstupem od pařížské premiéry, a to 20. listopadu 1880 na slavnostním představení pro Spolek novinářů a spisovatelů „Concordia“ v Divadle na Vídeňce. Hráli přitom vynikající doboví herci: Carl Adolph Friese jako Ducornet, Joseph Ausim jako Lebic, Hermine Meyerhoffová jako Palmyra, Felix Schweighofer jako Hyppolite a slečna Mellnerová jako Pierret. Tiskový ohlas byl velmi příznivý, noviny chválily operetu po námětové a zejména hudební stránce, avšak také poznaly, že se nejedná o žádný „Zugstück“ – trhák. Skutečně vídeňská kariéra byla velmi krátká a mimo Vídeň se Der Schotte neprosadil. I když Boieldieuova opera nebyla ve střední Evropě cizí, neměla zdaleka tak kultovní postavení jako ve Francii a příběh na ní postavený neúčinkoval tam, kde nebyl jeho předobraz důvěrně známý. Přesto s dalším odstupem byl Skot ze Chatou uveden v maďarském překladu Ference Rainera jako A chatoui skótok v Lidovém divadle (Népszínház) v Budapešti (premiéra 3. března 1891).
Ve 20. století upadla tato opereta na scénách prakticky v zapomnění; jako výjimku lze uvést novou maďarskou verzi, tentokrát v překladu Pálmy Ottlikové pod názvem A skót kastély, která se hrála v Budapešti od 27. března 1925. Uváděl ji rovněž již v 30. letech 20. století francouzský rozhlas, které také roku 1964 pořídilo dosud jedinou dostupnou nahrávku této operety. Novou pařížskou inscenaci v roce 1937 připravili skladatel Henry Barraud a muzikolog Paul Landormy jakou součást řady opéra bouffes v pařížském divadle Théâtre des Champs-Elysées. Skota ze Chatou totiž považovali za „opravdový mistrovský kousek“ (v čemž jim dával za pravdu například hudební kritik Journal des débats Henri de Curzon). Kritika považovala libreto za nemožné pro moderní dobu („Pokud jde o libreto, jeho slabost je odzbrojující.“; „Je možné, že naši prarodiče dokázali v této fantazii najít nějaké veselí, stejně jako v mnohých jiných podobných produktech, jejichž hloupost nás nyní zaráží.“), lépe přežila hudba („Tato partitura, aniž by patřila k Delibesovým nejlepším, již svědčí o jemnosti a jistotě ruky, která se měla plně projevit v Coppélii a Lakmé. V mnoha pasážích, zjevně inspirovaných Offenbachem, se ukazuje šťastný melodický reliéf a rytmická verva nejlepšího zrna.“; naproti tomu jiná recenze míní: „Skot ze Chatou nepřidává opravdu nic na slávě Léa Delibese a člověk v něm obtížně hledá pero skladatele Lakmé a jiných mistrovských děl.“). Ve 21. století Skota ze Chatou připomněla zatím jen inscenace operního divadla v Lyonu roku 2001 (redukovaná na doprovod klavíru a představená i v Montpellieru).

## Osoby a první obsazení
| Osoba                                             | Hlasový obor                       | Premiéra (16. ledna 1869)                  |
| ------------------------------------------------- | ---------------------------------- | ------------------------------------------ |
| Ducornet, rentiér, 50 let                         | tenor (buffo – laruette) (baryton) | Désiré (vl. jm. Amable Courtecuisse)       |
| Lebic, též zvaný Dickson, též zvaný Georges Brown | tenor                              | Hippolyte Bonnet                           |
| Hippolyte                                         | tenor                              | Édouard Hamburger                          |
| Palmyre, též zvaná Jenny, též zvaná Bílá paní     | soprán                             | Émilie Fonti                               |
| Pierret                                           | mluvená role                       | Munier (vl. jm. Hyppolite-Estelle Meunier) |

## Děj operety
(Odehrává se ve velkém domě rentiéra Ducorneta v Chatou poblíž Paříže)

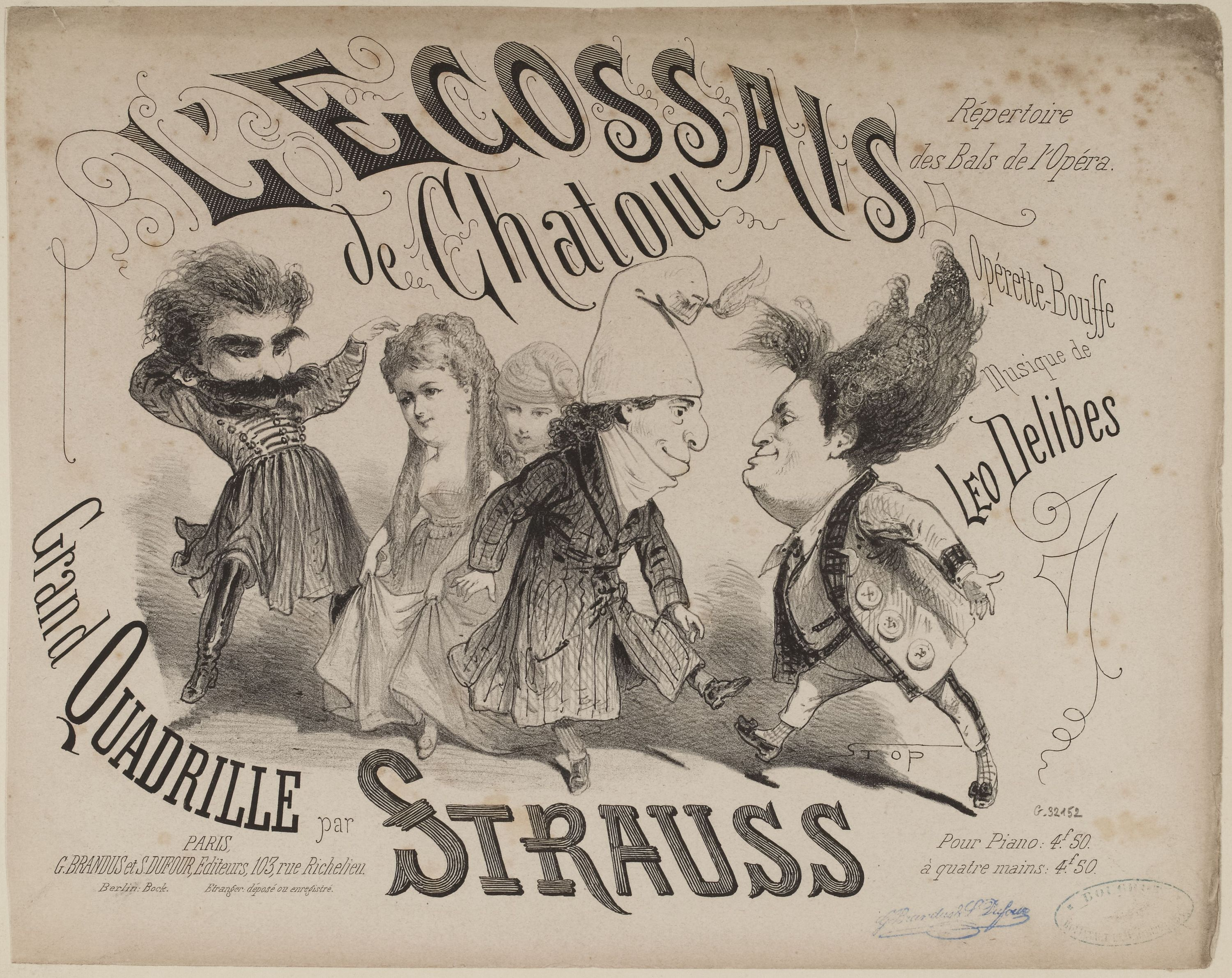
Skot ze Chatou, karikatura Stopa (Luise Morela-Retze) z roku 1869

Bohatý rentiér Ducornet si zamiloval Boieldieovu operu Bílá paní. Viděl ji v Opéra-Comique šest set šestašedesátkrát a rozhodl se zakoupit dům u Paříže v Chatou a tam s „legendární skotskou pohostinností“ hostit jakéhokoli cizince, který tam zavítá. Najal proto potulnou zpěvačku Palmyru a pasáka Lebica, aby v domě zdvořile a úslužně dbali o hosty, a změnil jim jména na „Dickson“ a „Jenny“ podle vesnického páru z opery.
Jenže Lebic a Palmyre si užívají lehké služby za dobré peníze: jen střídají jídlo a odpočinek (č. 1 duet Finissons notre sieste). Palmyře ke štěstí chybí jen její milý trumpetista Polyte (Hippolyte), který má přehnané představy o cti a mravnosti a nikdy by do cizí služby nevstoupil. – Neočekávaně se objeví pan Ducornet. Sloužící ihned předstírají aktivitu. Pan Ducornet se doslechl, že pocestní jeho velkorysé pohostinství nevyužívají, ba se mu zdaleka vyhýbají, a lidumil nemůže přijít na příčinu. Tu se konečně objeví jakýsi cizinec – je to Hippolyte, který se přišel podívat na Palmyru. Ta se ho snaží přesvědčit, aby zůstal u ní a dal se také do služby – v nadcházející zimě je přece třeba mít střechu nad hlavou (č. 2 romance Ah reste auprès de moi). Ale marně, Hippolyte ji pateticky odmítá. Když mu Ducornet nabízí podle svého konceptu pohostinství zdarma, cítí se Hippolyte uražen na cti a rozzlobeně odchází, a Ducornet už opravdu ničemu nerozumí…
Napadá ho. že vyzkouší svůj dům jaksi z druhé strany. Odejde a vzápětí se vrací v převlečení za poutníka. Palmyre a Lebic, vyrušení od večeře, mu poskytují pohostinství podle svého (č. 3 tercet On a sonné). Jídlo a pití, které mu nabízejí, je buď odporné – nebo za těžké peníze. Pokoj, který mu připraví, je mrazivý a bez jakéhokoli světla, a když Ducornet ulehne, postel se pod ním obrátí vzhůru nohama. Ducornet tak konečně zjistí, proč se lidé jeho domu vyhýbají, a Lebica s Palmyrou zlostně vyžene (č. 4 ansámbl Allons filez vivement). Jenže co teď, jak napravit svou pověst? (č. 4bis scénická hudba).
Hippolyte se vrátil s úmyslem bláhovému lidumilovi názorně ukázat pomýlenost jeho záměrů. Chce se vydávat za zvláště náročného hosta. Nechá se přivítat a užaslému Ducornetovi popisuje neduhy, kterými trpí: dokud se nenají, mívá hlad, večer se cítí ospalý a tak podobně (č. 5 kuplet Quand je me mets à table). Prosí hostitele, aby ho co půl hodiny ve dne i v noci upomínal, že si má vzít léky…
Ale blíží se ještě jiní falešní cestující z ciziny. Lebic a Palmyre předstírají, že jsou reálnými předobrazy hrdinů Boieldieuovy opery: Georges Brown a jeho choť Anna zvaná Bílá paní (č. 6 kvartet Dans votre table). Důvěřivému hostiteli všechny rozumné námitky (jako že by hrdinům opery dnes mělo nejméně táhnout na sedmdesátku) vyvracejí a nechávají se odskakovat u stolu. Na Ducornetovu výzvu, aby zazpívali něco skotského, zapěje Lebic pařížskou odrhovačku a pak oba učí hostitele lidový tanec „walter scottyš“, ze kterého se vyklube kankán (č. 7 kvartet Le souper nous appelle, Lebicovo rondo Dans les Tuileries a ansámbl s tancem Allons, monsieur, redressez-vous).
V nejlepším se ale objeví Hippolyte a, jak se dalo při jeho mravním profilu očekávat, prozradí identitu bývalých sloužících. Palmyre nyní slibuje Hippolyta opět doprovázet na potulkách a Lebic se přidává. Ducornetovi radí, aby svůj dům předělal na šantán a namísto dobrých věcí zdarma nabízel podřadné věci za vydřidušské ceny; bude se divit, jak bude prosperovat. A všichni společně vybízejí diváky, aby si návštěvu hotelu Ducornet nenechali ujít (č. 8 finále 'Notre hotellerie).

## Nahrávky
- 1964 (RTF; nevydáno) Hrají a zpívají: (Ducornet) Dominique Tirmont, (Lebic) Michel Sénéchal, (Hippolyte) Robert Andreozzi, (Palmyre) Lina Dachary, (Pierret) Freda Betti. Orchestre lyrique de l'ORTF řídí Pierre-Michel Le Conte.